# 北京核安保示範中心
北京核安保示範中心位於中華人民共和國北京市房山區長陽科枝園，建築面積2.75萬平方米，占地5.3公頃。由美中兩國技術合作建立，中方投資人民幣3.6億元，美方則投入2億元。2010年，在首屆核安全峰會期間，中美兩國元首達成共識，決定在華共同建設核安保示範中心。
核安保示範中心有大量測試和訓練器材，能模擬各種核能設施的極端環境和氣候環境，檢驗核安監控裝備的耐用性，同時有訓練室用以培訓核安人才，每年可培訓兩千人左右。硬體之外的軟性程序訓練防範恐怖分子獲取核材料，保護核材料和核設施不受破壞，在核材料的使用、儲存於運輸過程中，對盜竊、蓄意破壞、未經授權獲取、非法轉讓等惡意行動採取的預防、探測和響應措施。 
2016年3月18日國務院副總理馬凱與美國能源部部長莫尼茲共同出席開幕式，聲明在核安保領域，美國、中國等國家發揮著領導作用，應對重大挑戰時，雙方合作是解決方案的關鍵。國際原子能機構副總幹事蘭蒂赫表示，國際合作是發展全球可持續安保體系的關鍵因素，中美合建的示範中心將成為雙邊合作的典範。